# Dziura w Organach V

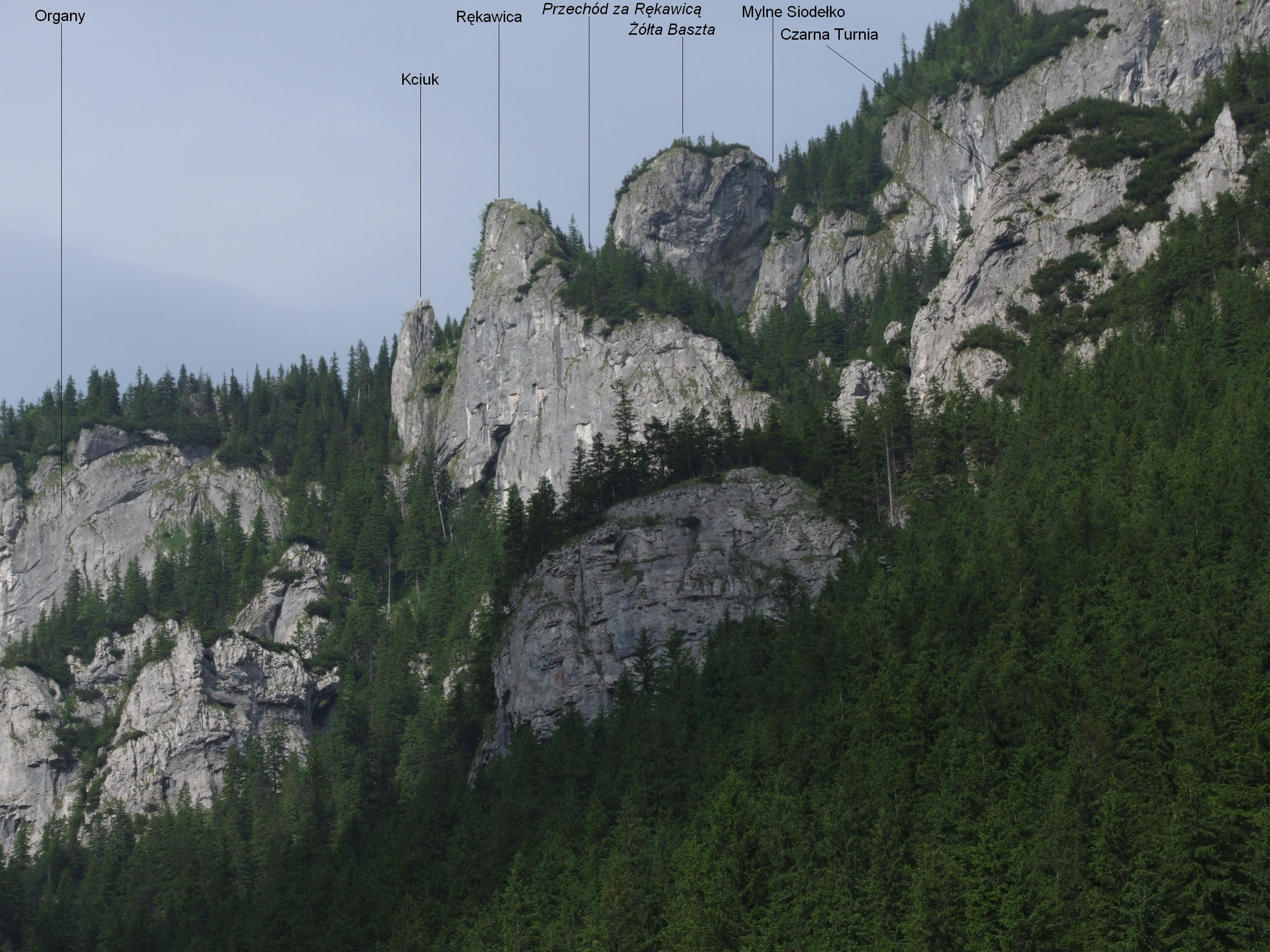
Widok z Polany Pisanej

Dziura w Organach V – jaskinia, a właściwie schronisko, w Dolinie Kościeliskiej w Tatrach Zachodnich. Wejście do niej znajduje się u podnóża turni Rękawica, na wysokości 1280 metrów n.p.m. Jaskinia jest pozioma, a jej długość wynosi 4,5 metrów.

## Opis jaskini
Jaskinię stanowi duża nyża, do której prowadzi obszerny otwór wejściowy z okapem. Odchodzi od niej krótki, szczelinowy korytarzyk.

## Przyroda
W jaskini brak jest nacieków. Ściany są wilgotne.

## Historia odkryć
Jaskinia była prawdopodobnie znana od dawna. Plan i opis sporządziła I. Luty przy pomocy J. Iwanickiego (seniora) w 1979 roku.